# 5345 Boynton
5345 Boynton este un asteroid din centura principală de asteroizi.

## Descriere
5345 Boynton este un asteroid din centura principală de asteroizi. A fost descoperit pe 1 martie 1981 la Siding Spring de Schelte J. Bus. Asteroidul prezintă o orbită caracterizată de o semiaxă mare de 2,76 ua, o excentricitate de 0,24 și o înclinație de 6,4° în raport cu ecliptica.